# Çamlıca-heuvel

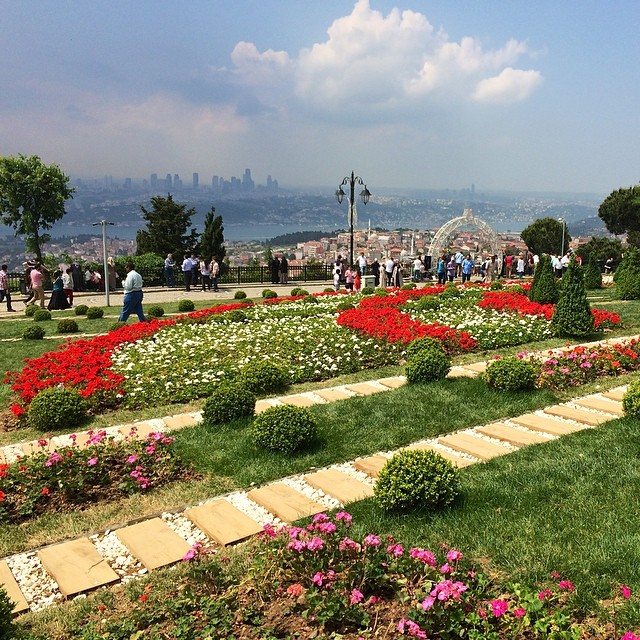

De Çamlıca-heuvel (268 m) is de hoogste berg van de Turkse stad Istanboel en bevindt zich aan de Aziatische kant in Üsküdar. Op de heuvel staan 18 radio- en televisie-torens. De groene heuvel is ook een toeristische plaats met cafeetjes.
De Turkse premier Recep Tayyip Erdoğan wil op deze heuvel een nieuwe moskee bouwen. Dit zal een van de grootste moskeeën van Turkije zijn.